# Paul Reinecke
Pour les articles homonymes, voir Reinecke.
Paul Reinecke, né le 25 septembre 1872 à Berlin-Charlottenburg, et décédé le 12 mai 1958 à Herrsching, est un préhistorien et archéologue allemand de Bavière.

## Biographie
Paul Reinecke étudie la médecine générale et les sciences sous la direction de Rudolf Virchow. Il est intéressé aussi par l'histoire et assiste à des conférences de l'anthropologue Johannes Ranke (de) (1836-1916) et de l'archéologue Adolf Furtwängler (1853-1907). Reinecke accomplit en 1893 un voyage d'études en Autriche et en Hongrie et soutient sa thèse de doctorat en 1897.
Paul Reincke entreprend une classification chronologique unifiée des différents vestiges de bronze jusque-là disséminées dans les musées proches du lieu de leur découverte ; il apporte par là une plus grande précision dans la datation relative des différentes strates de la protohistoire de l’Europe centrale. De ce point de vue, ses contributions au Ve volume des « Antiquités Païennes » (Alterthümer unserer heidnischen Vorzeit) sont particulièrement importantes : il y développe un système chronologique propre à l'Allemagne méridionale qui conserve encore aujourd'hui toute sa valeur. C'est ainsi, par exemple, qu'il propose en 1902 de distinguer quatre étapes dans l’Âge de La Tène (Lt A - Lt D), en se fondant sur le regroupement de sites, et l'analyse stylistique et typologique des vestiges. Les recherches de Reinecke s'appuient essentiellement sur la pratique de terrain et ses thèses ne s'encombrent ni de considérations théorico-méthodiques, ni d'une définition précise du contexte matériel.
Après avoir dirigé en 1903 l'« Inventaire des vestiges préhistoriques du Royaume de Bavière » (Inventarisierung der vorgeschichtlichen Denkmale des Königreichs Bayern), il est nommé assistant en 1908 au musée central romain-germanique (RGZM) de Mayence et, de 1908 à 1937, Conservateur en Chef de Bavière. Devenu professeur royal en 1917, il dédaigne en 1925 l'offre de conservateur du Musée central romain-germanique.
Il travaille jusqu'à sa mort (1958) à mieux faire connaître les phases successives de la protohistoire et de l'histoire ancienne. Il est l'inventeur de la Culture de Michelsberg (1908), du groupe d'Altheim (1915) et des subdivisions de l'ère de Hallstatt (Ha A - Ha D).
En 1953, il est décoré de la Grande croix de l’ordre du Mérite de la République Fédérale d'Allemagne.